# Ogni Mattina / Non Aspetto Nessuno
Ogni Mattina / Non Aspetto Nessuno é um single do cantor e compositor Dick Danello, de 1965.

## Faixas
| N.º            | Título                                               | Duração |  |
| 1.             | "Ogni Mattina" (Chiosso / Rickygianco / Tony)        | 2:48    |  |
| 2.             | "Non Aspetto Nessuno" (Chiosso / Rickygianco / Tony) | 2:52    |  |
| Duração total: | Duração total:                                       | 5:00    |  |

## Banda
- Dick Danello: voz
- The Jordans: todos os instrumentos

### Músicos Convidados
- Aladdin: guitarra solo
- Orestes: guitarra base
- José Paulo: baixo
- Jurandi: bateria

## 
1. ↑  http://www.jovemguarda.com.br/discografia-dick-danello.php